# Skavsjön, Hälsingland
Skavsjön är en sjö i Söderhamns kommun i Hälsingland och ingår i Norralaåns huvudavrinningsområde. Sjön är 1,8 meter djup, har en yta på 0,368 kvadratkilometer och befinner sig 63 meter över havet.

## Delavrinningsområde
Skavsjön ingår i det delavrinningsområde (680912-155727) som SMHI kallar för Ovan Flysån. Medelhöjden är 65 meter över havet och ytan är 19,13 kvadratkilometer. Räknas de 30 avrinningsområdena uppströms in blir den ackumulerade arean 155,83 kvadratkilometer. Avrinningsområdets utflöde Norralaån (Trönöån) mynnar i havet. Avrinningsområdet består mestadels av skog (62 procent) och jordbruk (18 procent). Avrinningsområdet har 0,49 kvadratkilometer vattenytor vilket ger det en sjöprocent på 2,6 procent.